# 데니스 간젤

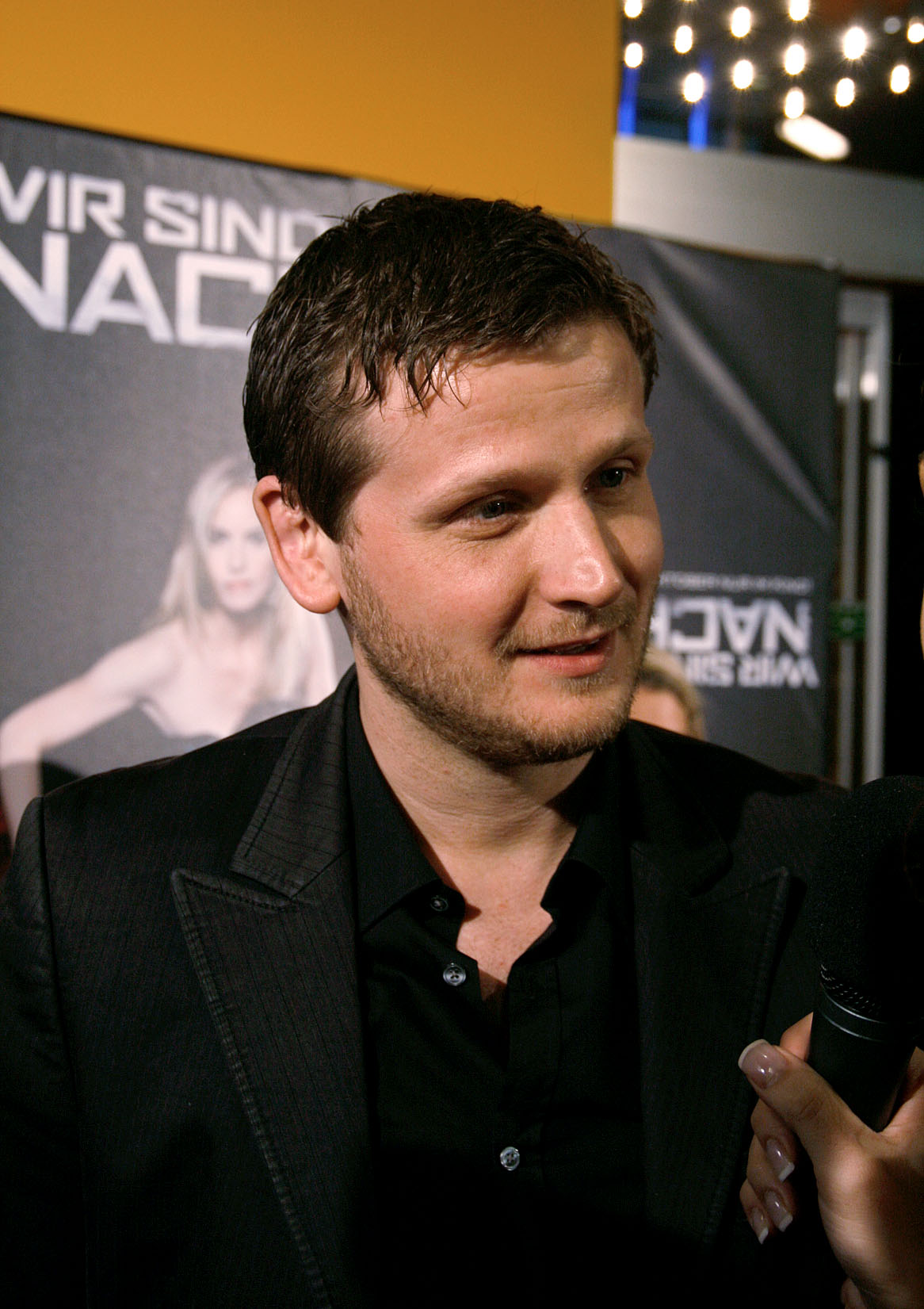
데니스 간젤

데니스 간젤(Dennis Gansel, 1973년 10월 4일 ~ )은 독일의 영화 감독이다.

## 작품
- 2001년 걸스 온 탑(Mädchen, Mädchen)
- 2004년 나폴라
- 2008년 디 벨레
- 2010년 위 아 더 나잇
- 2016년 메카닉: 리크루트